# Nagy-Vist
A Nagy-Vistea vagy Nagy-Vist (románul: Vistea Mare) Brassó megye legmagasabb, Románia harmadik legmagasabb hegye a Moldoveanu-csúcs (2544 m) és a Negoj-csúcs (2535 m) után. A Fogarasi-havasok főgerincének része, Argeș megye és Brassó megye határán. Legkönnyebben Viktóriavárosból közelíthető meg, de csak megfelelő felszereléssel. Kevesebb mint 1 km-re fekszik északra a Moldoveanu-csúcstól.